# 漢語神學運動
漢語基督教神學運動是1990年代以後在華人神學界展開的一場文化詮釋運動，其內容可再分為「漢語基督教神學」跟「漢語基督教文化學」。運動的主要的机构是位在香港的漢語基督教文化研究所，其成員散居各地且絕大多數是華人。

## 發展
- 1995年 劉小楓完成〈漢語神學與歷史哲學〉論文初稿，漢語神學運動的概念也在同一時期大抵完成。
- 1996年 劉小楓獲聘為漢語基督教文化研究所之高級研究員，並出任「學術總監」一職。漢語神學運動的成員開始在其機構中結識。

## 內容與特色

### 中國本位
- 採取一種溫和的中華文化本位主義，對基督教文化(或基督教文明)的主要內容進行分析。通常並不是進行以貶抑西方文化為目的之「文化批判」、亦不主張「中華文化優越論」，而是抱定著尊重文化差異的立場，主張兩個文化間的交流應本著對等與互重的原則。為了要明白雙方差異之所在，故要對兩者文化進行正確認識態度下的深入研究，漢語基督教文化學便是為此展開的研究。
- 以旁觀者的身份，對基督教的宗教用語進行個例的分析，也提出該用語應當如何在中文裡命名的建議，亦分析有歧異的宗教用語是如何在西方產生歧異的等等問題。

### 漢語語境
- 對各國語文在闡述神學觀念時的用字差異進行語言學跟語源學的分析。對於那些由於「漢語語境」造成的翻譯跟表達上的誤差多半表示同情。於積極面上，正面肯定中國文字的方便、達意、無死板文法等特性正適合用於宗教領域的論述。其主張，使用華語的神學研究者不應是單純的接受與引進西方人的神學理論而已，更應該善用中文的特殊性，創造出屬於漢語神學語境的新神學內容。

### 神學
- “漢語基督教神學”一詞中的「基督教」乃是採取了該字在整個人類文化史當中的完整意涵，主要地強調了天主教、新教跟東正教的三大基督教體系。過去的華語神學界對於天主教神學跟新教神學的研究已經累積了相當的規模，但對於東正教神學就始終缺乏認識。在「漢語神學運動」的推波助瀾下，以「東正教」為題的研究也在1990年代後接連發表，當中雖然不全是「漢語神學運動」成員的作品，但該運動在此有絕對不可抹煞的功勞。

### 廣納
- 雖然其活躍成員多是詮釋學神學或存在主義神學的主張者或是該門學說的專職研究者，但此運動還是容納了不同的神學主張與研究方法。因此，此神學運動不同於那些嚴格要求成員意識形態的各種神學「學派」，而是在「漢語」這個大的旗幟底下聚集而成的柔性論述集團。

### 宗教對話
- 其成員常以「華人」跟「基督徒」的雙重身份者自居，並自我期許為「基督教在本地的代言人」，積極與中國的傳統宗教「佛教─道教」進行宗教對話。
- 對所有具有中國特色的宗教研究主題敞開，亦接受「《易經》學」、「風水」....等內容的研究主題。

## 成員
非「漢語基督教文化研究所」的成員而又是「漢語神學運動」之外圍成員者，目前還沒有一個可依的說法，以下只是該研究所的一些主要成員，可視為「當然的」成員。
- 劉小楓 - 請參閱其條目。「漢語神學」觀念的初期鼓吹人之一，亦是一位很重要的思想家跟神學翻譯著作的編輯人
- 張百春 - 2002年研究員身份。是中國目前俄國哲學跟東正教神學的權威研究者，著有《當代東正教神學思想》等書
- 何光滬 - 其選、譯的文章對漢語神學界產生了不少的影響。
- 陳家富 - 任學術交流部主任。香港人，研究興趣包括近代神學、耶儒對話、生態神學。近年集中研究保羅·田立克以及神學的知識學性格，編有《蒂利希與漢語神學》及著有《田立克：邊緣上的神學》。
- 林子淳 - 任出版部主任。香港人，研究興趣是漢語神學、聖經研究、基督教傳統的關係；神學與哲學詮釋學；神學與自然科學／社會科學的關係，著有《多元性漢語神學詮釋》。
- 曾慶豹 - 台灣的代表人物，對於新教神學與德國批判哲學都有專著。

## 相关刊物
- 《道風：基督教文化評論》 - 半年刊

## 延伸阅读
“汉语基督教文化研究所丛刊”系列：
1. 《文化基督徒——现象与论争》 汉语基督教文化研究所 编  1997年
2. 《基督教、儒教与现代中国革命精神》 汉语基督教文化研究所 编  1999年
3. 《现代语境中的三一论》 汉语基督教文化研究所 编  1999年
4. 《韦卓民基督教文集》  马敏 编  2000年
5. 《汉语神学刍议》  杨熙楠 编  2000年
6. 《汉语神学与历史哲学》  刘小枫 著  2000年
7. 《巴特与汉语神学——巴特神学的再思》  邓绍光、赖品超 编  2000，2008年
8. 《灵知主义及其现代性谋杀》  刘小枫 编  2001年
9. 《新兴宗教初探》 高师宁 著  2001年
10. 《现代国家与大公主义政治思想》  刘小枫、梁作禄 编  2001年
11. 《麦芒上的圣言——一个乡村天主教群体中的信仰和生活》 吴飞 著  2001年
12. 《古修辞学——希罗文化与圣经诠释》  杨克勤 著  2002年
13. 《近代中国佛教与基督宗教的相遇》  赖品超 编著  2003年
14. 《翻译与吸纳——大公神学和汉语神学》 杨熙楠、雷保德 编  2004年
15. 《莫尔特曼与汉语神学》  曾庆豹、曾念粤 编  2004年
16. 《与龙凤共舞——李景雄神学作品选集》 李景雄 著  2004年
17. 《圣山脚下的十字架——宗教与社会互动个案研究》 吴梓明等 著  2005年
18. 《当代北京的基督教与基督徒——宗教社会学个案研究》 高师宁 著  2005年
19. 《多元性汉语神学诠释——对“汉语神学”的诠释及汉语的“神学诠释”》 林子淳 著  2006年
20. 《蒂利希与汉语神学》  陈家富 编  2006年
21. 《中世纪的信仰与理解——波纳文图拉神哲学导论》 薄林 著  2006年
22. 《朋霍费尔与汉语神学》  曾庆豹 编  2006年
23. 《张纯一的佛化基督教神学》  苏远泰 著  2007年
24. 《解构与汉语神学》  曾庆豹 著  2007年
25. 《现象学与汉语神学》  曾庆豹 编  2007年
26. 《政治哲学与汉语神学》  曾庆豹 编  2007年
27. 《批判理论与汉语神学》  曾庆豹 编  2007年
28. 《诠释学与汉语神学》  曾庆豹 编  2007年
29. 《哈贝马斯与汉语神学》   张庆熊、林子淳 编  2007年
30. 《谁启蒙谁——论启蒙》  林鸿信 著  2007年
31. 《基督教在中国的失败——中国共产运动与基督教史论》邢福增 著  2008年
32. 《点与线——论人》  林鸿信 著  2008年
33. 《落叶随风——论忘我》  林鸿信 著  2008年
34. 《巴特与汉语神学Ⅱ——巴特逝世四十周年纪念文集》 欧力仁、邓绍光 编      2008年
35. 《汉语神学读本》（两册）  何光沪、杨熙楠 编  2009年
36. 《汉语基督教经学刍议》  林子淳 编  2009年
37. 《加尔文与汉语神学》  陈佐人、孙毅 编  2010年
38. 《文化的宗教性——本雅明、伽达默尔、勒维纳斯的文化理论》 朱大成 著    2010年
39. 《风随意思而吹——艾香德与汉语神学》 杨熙楠 编  2010年
40. 《叙事•传统•信仰——对汉语神学社群性身份之寻索》 林子淳 著  2010年
41. 《大乘基督教神学：汉语神学的思想实验》 赖品超 著  2011年
42. 《传承与发展：第四届汉语基督教研究圆桌会议论文集》 杨熙楠、林子淳 编著  2012年